# Convention People’s Party
Die Convention People’s Party (CPP) ist eine politische Partei Ghanas.
Die heutige CPP sieht sich in der Tradition der 1949 gegründeten CPP von Kwame Nkrumah, dem Premierminister der Goldküste ab 1952 und erster Präsident der Republik Ghana ab 1960. Die moderne CPP entstand im Jahre 1998 durch den Zusammenschluss der 1992 gegründeten National Convention Party mit der 1993 gegründeten People’s Convention Party. Zunächst nannte man sich Convention Party, der heutige Name wurde im Jahre 2000 angenommen. Die CPP versteht sich selbst als eine Volkspartei der Massen, in der sich Fischer, Bauern, die städtische Bevölkerung, die Reichen und die Armen allesamt gleich wiederfinden. Ihre Mitglieder und Anhänger werden in Ghana allgemein als Nkrumahisten bezeichnet. Bei den Parlamentswahlen 2012 verlor die CPP ihren einzigen Sitz im ghanaischen Parlament.
- Vorsitzender (2006): Edmond Delle
- Generalsekretär (2006): Nii Noi Dowuona
- Kandidat für die Präsidentschaftswahlen 2004 und 2008: George Opesika Aggudey

CPP's Farben sind weiß, rot und Grün. Ihr Symbol ist ein Hahn und das Motto lautet „Save Ghana now“ (dt. „Rettet Ghana Jetzt)“.

## Ideologie
Innerhalb dieser Partei gibt es keine Bestrebungen hinsichtlich der Bildung eines nationalen ghanaischen Bewusstseins. Vielmehr lebt in der CPP der Panafrikanische Gedanke weiter, nach dem sich die CPP der Freiheit und der Würde aller Afrikaner verschrieben hat sowie dem Unabhängigkeitsprozess.
Die CPP hat sich der sozialen Gerechtigkeit verschrieben und den Wahlspruch „you cannot have a nation that is half marginalised and half affluent“ (dt.: „Du kannst keine Nation haben, die zum Teil Ausgeschlossen und zum Teil im Überfluss lebt“). Die Partei glaubt, dass der Staat für alle Menschen die gleichen Rechte sicherstellen muss, sich zu entwickeln unabhängig von der Stammeszugehörigkeit. Für die CPP liegt ein besonderer Beweggrund in dem Glauben an die Verantwortung des Staates im Hinblick auf die Solidarität mit den Armen.
Die CPP ist noch heute mit den Ideen und Idealen von Kwame Nkrumah verbunden und vertritt die Auffassung, dass diese Ideale für die heutige Jugend noch immer von Bedeutung sind. Die Partei richtet ihre Arbeit auf die Wiedererlangung der Macht im Staat aus, um die aus ihrer Perspektive unvollendete Arbeit von Kwame Nkrumah zu beenden. Die Partei ist seit Jahrzehnten ohne größere politische Bedeutung.